# Dik Browne
Dik Browne (Manhattan, Nueva York, 11 de agosto de 1917 – Sarasota, Florida, 4 de junio de 1989), nacido como Richard Arthur Allan Browne, fue un caricaturista e historietista estadounidense, conocido por su historieta Hägar the Horrible y por haber sido el artista de Hi and Lois.  

## Biografía
Browne asistió a la escuela de arte Cooper Union y obtuvo su primer trabajo en el medio gráfico en el New York Journal American, como mensajero. Más tarde pasó al departamento de arte y se unió al ejército, donde colaboró con la unidad de ingeniería como copiador de mapas y creó Jinny Jeep, una tira de prensa sobre el ala femenino de la armada, Women's Army Corps.
En la década de 1940, trabajó como artista para Newsweek y para una compañía de publicidad, donde creó el logotipo oficial de Chiquita.
En 1954, Browne y el caricaturista Mort Walker cocrearon la tira de prensa Hi and Lois, un spin-off de la popular tira Beetle Bailey, también de Walker, cuyos protagonistas eran la hermana de Beetle, su cuñado y su familia. Walker escribió el guion de la historieta, mientras que Browne estuvo a cargo de los dibujos hasta su fallecimiento. En la actualidad, su hijo Chance es el artista y los hijos de Walker, los escritores. En 1973, Browne creó Hägar the Horrible (también conocida como Olaf el vikingo), una historieta sobre un vikingo medieval de barba pelirroja y pésimos modales. Tras su muerte su hijo Chris se hizo cargo de Olaf. Ambas tiras tuvieron mucho éxito, y aparecieron en cientos de periódicos durante décadas.

## Premios
La National Cartoonists Society reconoció la obra de Brown con su Premio Humor Comics Strip en 1959, 1960, 1972 y 1977 por Hi and Lois, y nuevamente en 1984 y 1986 por Hägar the Horrible. Recibió su Premio Reuben Award por Hi and Lois en 1962 y por Hägar the Horrible en 1973. Ese mismo año, la NCS le entregó su Premio Elzie Segar.  
Browne falleció en 1989, a los setenta y un años, en Sarasota, Florida.